# Clérigos regulares
Clérigos regulares ou clérigos religiosos é um termo que designa os padres católicos ("clérigos") que são também membros de alguma ordem religiosa ("regulares", um termo que significa "seguidor da regra" da ordem), mas não são cônegos regulares, que são diferentes por possuírem uma catedral ou uma igreja colegiada. Geralmente os clérigos regulares se dedicam de forma mais completa aos cuidados pastorais no lugar das obrigações da "Liturgia das Horas" e tem menos observâncias penitenciais a cumprir em suas vidas regulares.

## Status canônico
Os clérigos regulares são os clérigos da igreja que se dedicam à pregação, à administração dos sacramentos, à educação dos jovens e outros obras pastorais e, ao mesmo tempo, são religiosos no mais estrito senso da palavra, proferindo votos solenes e vivendo a vida comunitária de acordo com uma regra aprovada pela Santa Sé.
No Corpus Juris Canonici, o termo "clérigos regulares" é frequentemente utilizado para designar cônegos regulares e os clérigos regulares são considerados por alguns autores como uma subdivisão ou adaptação moderna da família dos cônegos regulares. Isto acontece por causa da relação muito próxima que existe entre os dois; pois apesar de distintos dos clérigos seculares por causa dos votos e da vida comunitária regrada, os clérigos regulares forma uma classe distinta no estado religioso, a clerical, diferente da monástica, que inclui os monges e os eremitas.
Há quatro diferenças entre os clérigos regulares e os monges. Em primeiro lugar, os clérigos se dedicam ao ministério pastoral enquanto que os monges são dedicados à vida contemplativa e à solene celebração da liturgia. Além disso, os clérigos são obrigados a cultivar as ciências sagradas enquanto que os monges podem fazê-lo, mas não estão obrigados. Os clérigos devem ainda usar um hábito que idêntico ou parecido com uma veste clerical, uma obrigação inexistente para os monges. Finalmente, o nível de austeridade requerido dos clérigos, por conta de suas funções, é menor do que aquele que caracteriza a vida puramente monástica.
Apesar de clérigos regulares e frades se dedicarem à ao ministério pastoral e ao estudo das ciências sagradas, estes geralmente não são padres ordenados.

## História
A data exata na qual os clérigos regulares aparecem na igreja não é conhecida com precisão. Alguma forma de clérigos regulares já existia nos primeiros anos do cristianismo primitivo. Muitos eminentes teólogos defendem inclusive que eles teriam sido criados pelo próprio Jesus, na forma dos apóstolos, que era os ministros de sua igreja por definição e foram convocados por Ele pessoalmente para praticar os conselhos da vida religiosa.
Por ter fundado em sua casa uma comunidade de padres que levavam uma vida religiosa comunitária, para a qual uma regra foi criada, Santo Agostinho (séc. IV) é considerado de forma geral como o fundador dos clérigos regulares e, com base na sua regra, constituições de cônegos regulares e diversas comunidades religiosas da Idade Média foram criados. Durante todo o período medieval, os clérigos regulares foram representados pelos cônegos regulares que, sob o nome de Cônegos Negros de Santo Agostinho, Premonstratenses (conhecidos também como "Cônegos Brancos" ou "Norbertinos") e outros, dividiam a posse das grandes abadias e mosteiros por toda a Europa com os monges.
Não foi até o século XVI que os clérigos regulares no sentido moderno (e mais estrito) apareceram. Assim com as condições existentes no século XIII produziram uma mudança no ideal monástico, o mesmo ocorreu no século XVI, com uma profunda mudança na religiosidade da Igreja Católica. Este desenvolvimento, adaptado às necessidades da época, ocorreu em vários grupos de clérigos que, desejosos de viver de forma mais perfeita o exercício de seu ministério sacerdotal resguardados pela vida religiosa, fundaram diversas organizações, as várias ordens de clérigos regulares existentes hoje. A primeira ordem a ser fundada foi a Congregação dos Clérigos Regulares da Divina Providência, cujos membros são conhecidos como "teatinos", fundada em Roma em 1524. Em seguida vieram os Clérigos Regulares do Bom Jesus, fundada em Ravena em 1526, mas abolida pelo papa Inocêncio X em 1651, e os Clérigos Regulares de São Paulo ("barnabitas"), de Milão, 1530. Depois vieram os Ordem dos Clérigos Regulares de Somasca ("somascanos"), de Somasca, 1532; a Companhia de Jesus ("jesuítas"), 1534; os Clérigos Regulares da Mãe de Deus de Lucca, 1583; os Clérigos Regulares Ministros dos Enfermos ("camilianos"), Roma, 1584; os Clérigos Regulares Menores, Nápoles, 1588, os Clérigos Regulares da Mãe de Deus das Escolas Pias ("piaristas"), Roma, 1621 e os Padres Marianos da Imaculada Conceição da Virgem Maria, Polônia, 1673 (que, depois de uma renovação, tornou-se uma congregação clerical em 1909).
Desde o fim do século XVII, nenhuma nova ordem foi acrescida a esta lista, embora o nome "Clérigos Regulares" tenha sido assumido ocasionalmente por comunidades que tecnicamente são apenas congregações religiosas ou piedosas, como os Clérigos Regulares de Nosso Salvador 1851–1919) e a Sociedade do Pálio (1851).